# Châteauneuf-du-Pape
Châteauneuf-du-Pape è un comune francese di 2 168 abitanti situato nel dipartimento della Vaucluse della regione di Provenza-Alpi-Costa Azzurra. Papa Giovanni XXII fece costruire in questo luogo una fortezza che divenne la residenza estiva dei papi di Avignone.
Il comune è fortemente legato alla produzione vinicola, con vini sia bianchi che rossi di Châteauneuf-du-pape (AOC). 

## Cultura

### Musei
Il Museo del vino, istituito nel 1972 da Jeanne Brotte, ospita vecchi attrezzi usati per la produzione del vino

## Amministrazione

### Gemellaggi

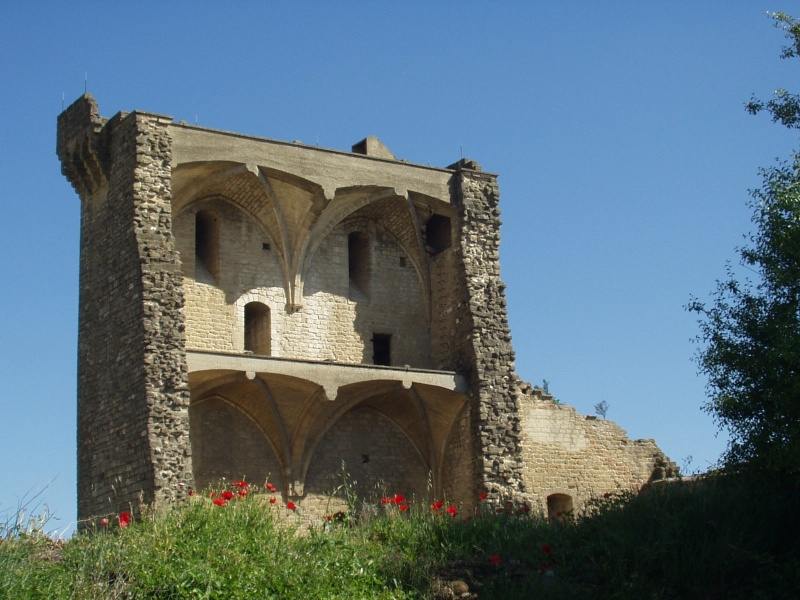
Le rovine del castello

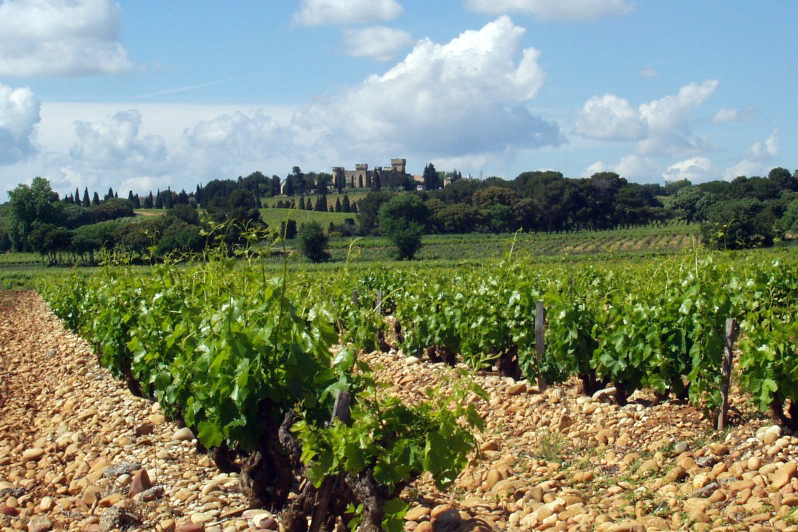
La campagna circostante

- Castel Gandolfo, Italia

## Società

### Evoluzione demografica
Abitanti censiti